# Mystic Seaport

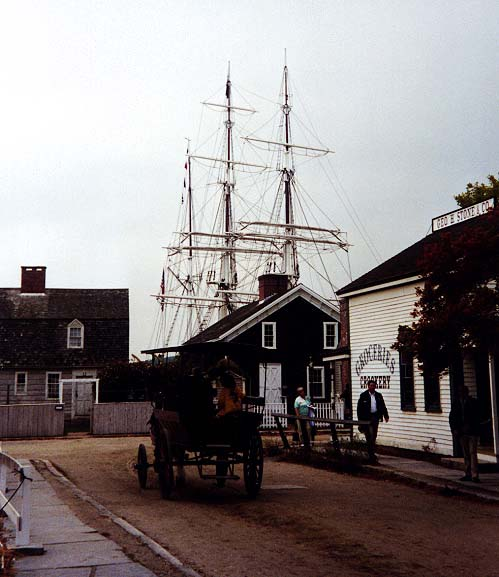
Straßenimpression

Mystic Seaport in Mystic (Connecticut) (USA) ist ein 1929 gegründetes Freilichtmuseum am Mystic River mit einem integrierten Museumshafen und einem Schiffahrtsmuseum. Es wird im Konzept der Living History betrieben. Größtes Objekt ist der Walfänger Charles W. Morgan.

## Übersicht

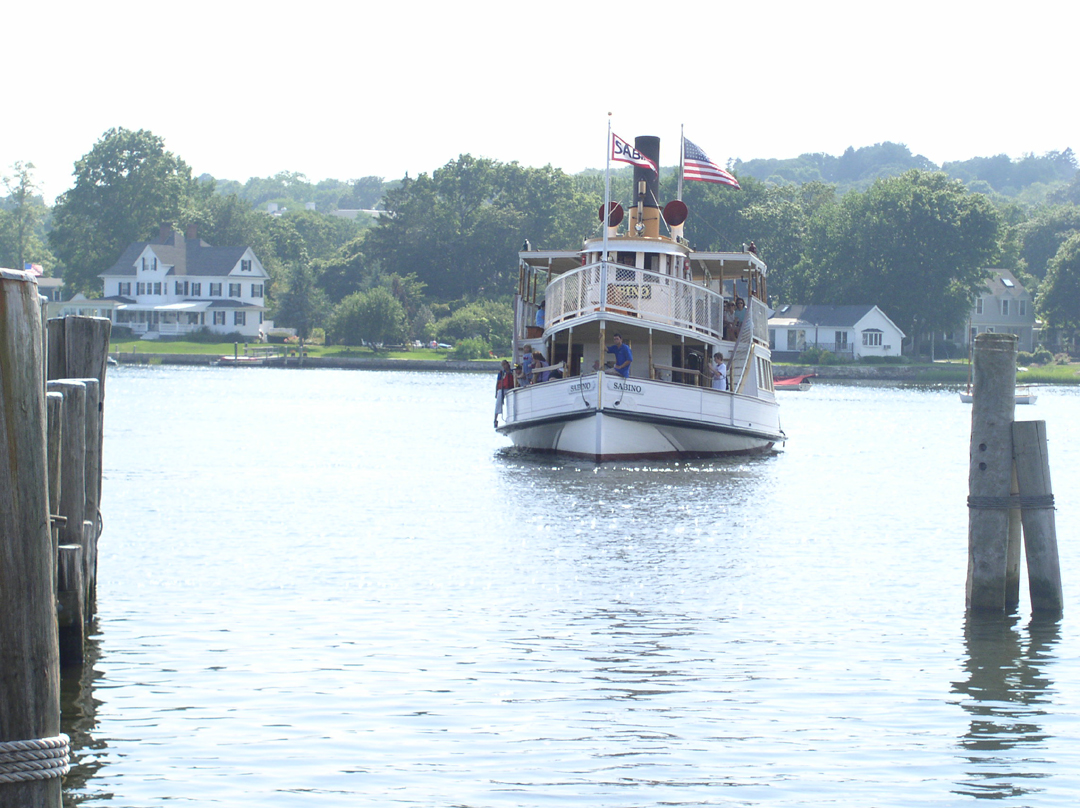
Sabino (2005)

Die Gründung des Museums fand 1929 mit dem Namen „Marine Historical Association“ statt. 1941 wurde es mit dem Erwerb der Charles W. Morgan, des letzten hölzernen Walfängers, überregional bekannt. Angeschlossen sind ein Forschungszentrum, das Frank C. Munson Institute of American Maritime Studies, weitere Fortbildungseinrichtungen und eine der größten Schiffahrtsbibliotheken der Welt. Das Mystic Seaport war eines der ersten Museen in den Vereinigten Staaten, welches nach dem Prinzip der „Living History“ aufgebaut wurde. Der dargestellte Ort besteht aus mehr als 60 originalen Gebäuden, die meisten von ihnen sind seltene, ursprünglich gewerblich genutzte Bauten. Diese wurden an ihren ursprünglichen Standorten demontiert und hier wieder aufgebaut. In vielen dieser Häuser stellen Handwerker die damalige Form der Arbeitsprozesse eines Seefahrerortes des 19. Jahrhunderts nach. Das Museum wird von ca. 400.000 Besuchern im Jahr besucht.

## Hafen
Die Sammlung der Schiffe umfasst unter anderem
- die Annie, ein Sandbagger, d. h. ein übertakeltes Rennboot mit Sandballast von 1880[1][2]
- die 1841 erbaute Charles W. Morgan, die auf ihrer 38. Reise 2014 nach Boston segelte
- die Emma C. Berry, ein als Sloop getakeltes Fischer- und Frachtboot von 1866
- die Joseph Conrad ex Georg Stage, ein ehemals dänisches, als Vollschiff getakeltes Segelschulschiff von 1882
- die Sabino ex Tourist (bis 1921), das letzte hölzerne amerikanische Schiff mit Dampfmaschinenantrieb, erbaut 1908 als Passagierfähre auf dem Damariscotta River in Maine
- die Breck Marshall, der Nachbau eines Katboots
- die Australia ex Alma, ein Schoner aus dem Jahr 1862, der von den Konföderierten im Amerikanischen Bürgerkrieg als Blockadebrecher eingesetzt und von der US Navy aufgebracht wurde[3]
- die Brilliant, eine Rennyacht von 1932, die im Zweiten Weltkrieg auch von der US Coast Guard eingesetzt wurde[4]
- die Estella A, eine 1904 in Maine gebaute Sloop[5]
- die Florence, ein Fischerboot von 1926
- die Gerda III, ein dänischer hölzerner Leuchtturmversorger von 1926, der eine wichtige Rolle bei der Evakuierung jüdischer Flüchtlinge aus Dänemark im Zweiten Weltkrieg spielte
- die L. A. Dunton, ein 37 m langer Zweimastschoner von 1921, der bis 1955 im Kabeljaufang vor Neufundland und dann kurzzeitig im Frachtverkehr eingesetzt wurde
- die Kingston II, ein Hafenschlepper von 1937 – eines der ersten vollständig geschweißten Schiffe, das auf der Werft und im Hafen von Groton Dienst tat[6]
- die Nellie, ein als Sloop getakelter Austernfischer von 1891
- die Regina M., ein als Sloop getakelter Fischtransporter aus der Passamaquoddy-Bucht, erbaut um 1900
- die Roann, ein Trawler (Rig-dragger) von 1947 aus Neuengland
- die Star, ein Fischerboot aus Connecticut von 1950, mit dem Schwertfisch, Thunfisch und Hummer gefangen wurden

Einige der dargestellten Schiffe sind die letzten existierenden Fahrzeuge ihrer Art. Vier der Schiffe wurden als National Historic Landmark eingestuft, die Charles W. Morgan, die L. A. Dunton, die Emma C. Berry und die Sabino. Der Museumshafen bietet auch nicht zum Museum gehörenden Schiffen Liegemöglichkeiten für eine Nacht.

## Gebäude
Im Ort können fast alle Gewerbe besichtigt werden, die allgemein mit der Erstellung und dem Betrieb einer Flotte assoziiert werden. Jedes Gebäude dient dazu, die ursprünglichen Aktivitäten darzustellen, nebenbei werden aber auch die dort entstandenen Produkte erklärt. Hierzu zählen unter anderem der Schiffsausrüster, der Kerzenzieher, die Reeperbahn, die Küferei, das Schiffsagentenbüro, die Druckerei, das Geschäft für nautische Instrumente und vieles mehr. Auf dem Gelände befindet sich auch ein Nachbau des Leuchtturms von Nantucket’s Brant Point.
Die Werft ist ein weiterer wichtiger Teil des Ortes. Hier werden Schiffe in traditioneller Weise restauriert oder die museumseigenen Schiffe instand gehalten. Es entstehen auch Repliken wichtiger Schiffe, so der Nachbau der Amistad. Mehr als 100.000 Schiffszeichnungen und Pläne sind hier archiviert.
In weiteren, nicht originalgetreuen Häusern werden zusätzliche Objekte wie ein Modell des Mystic-River-Gebietes um 1870 in 1:128 oder Galionsfiguren ausgestellt; im Planetarium wird die Astronavigation erklärt.

## Kultur
Auf dem Gelände wird jeden Juni seit 1979 das Mystic Seaport Sea Music Festival abgehalten, das zu den ältesten und größten Festivals dieser Art im nordamerikanischen Raum zählt. Es wird auch außerhalb dieses Festivals Musik dargeboten, so werden Shanties in ihrem Kontext als Arbeitslieder präsentiert. Mitarbeiter des Hafens rekrutieren hierbei auch Gäste, um im Rhythmus der Lieder Segel zu setzen oder ein Spill zu bewegen.

### Rezeption
- In dem Buch Mystery of the Whale Tattoo der Hardy-Boys-Serie spielt Mystic Seaport eine wesentliche Rolle: eine der Hauptpersonen wird an Bord der Charles W. Morgan fast getötet, eine in der Handlung wesentliche Statue wird dort wieder aufgefunden.
- 1997 diente Mystic Seaport als Kulisse für viele Szenen des Filmes Amistad.
- Die Musikgruppe Vampire Weekend bezieht sich in ihrem Lied Walcott auf diesen Ort.

## Abbildungen

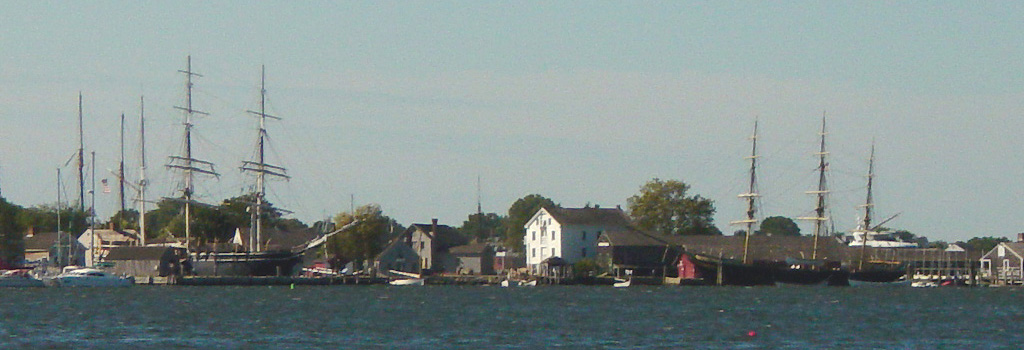
Panorama aus Flusssicht

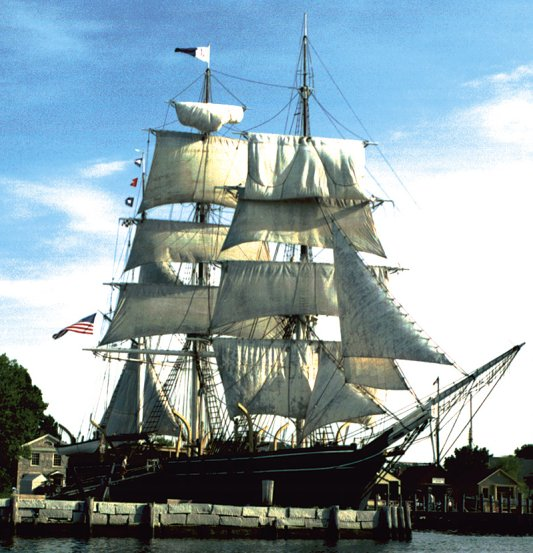
Die Charles W. Morgan
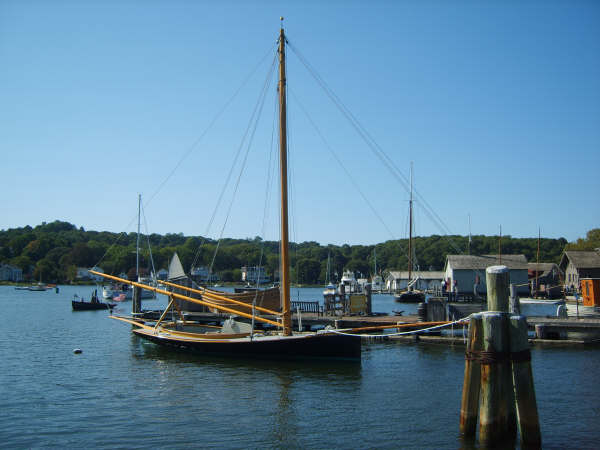
Die Annie
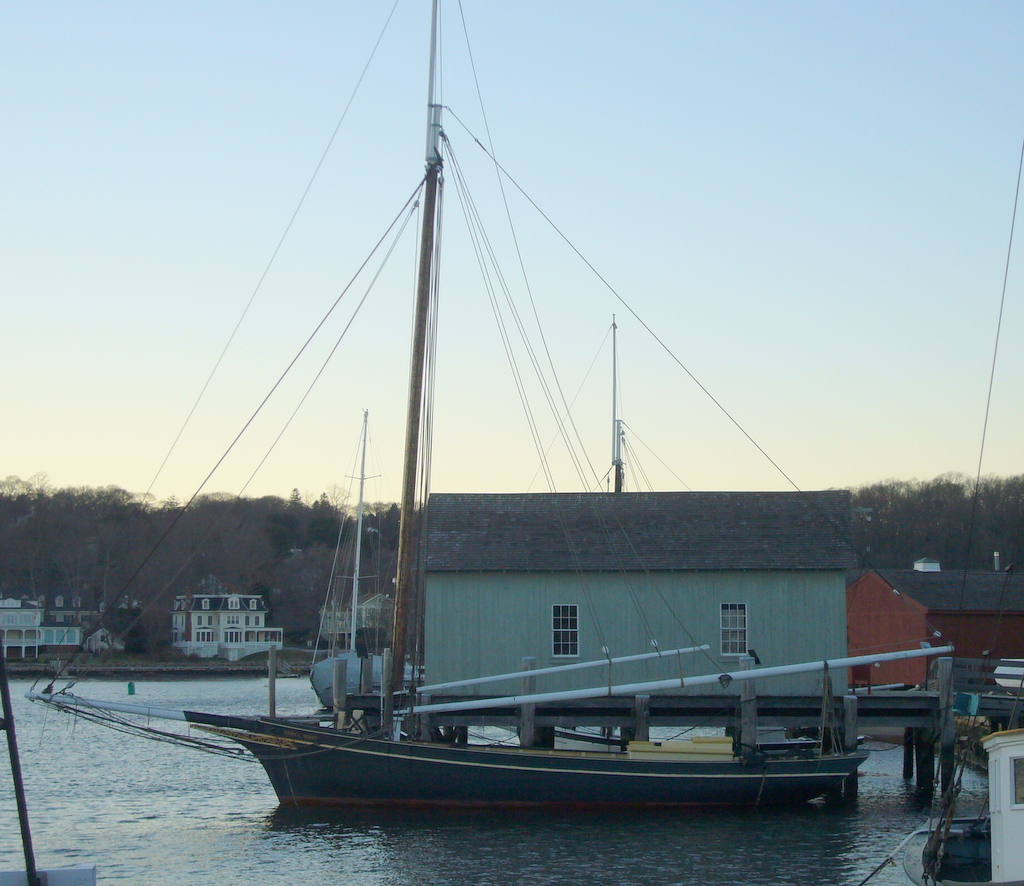
Die Emma C. Berry
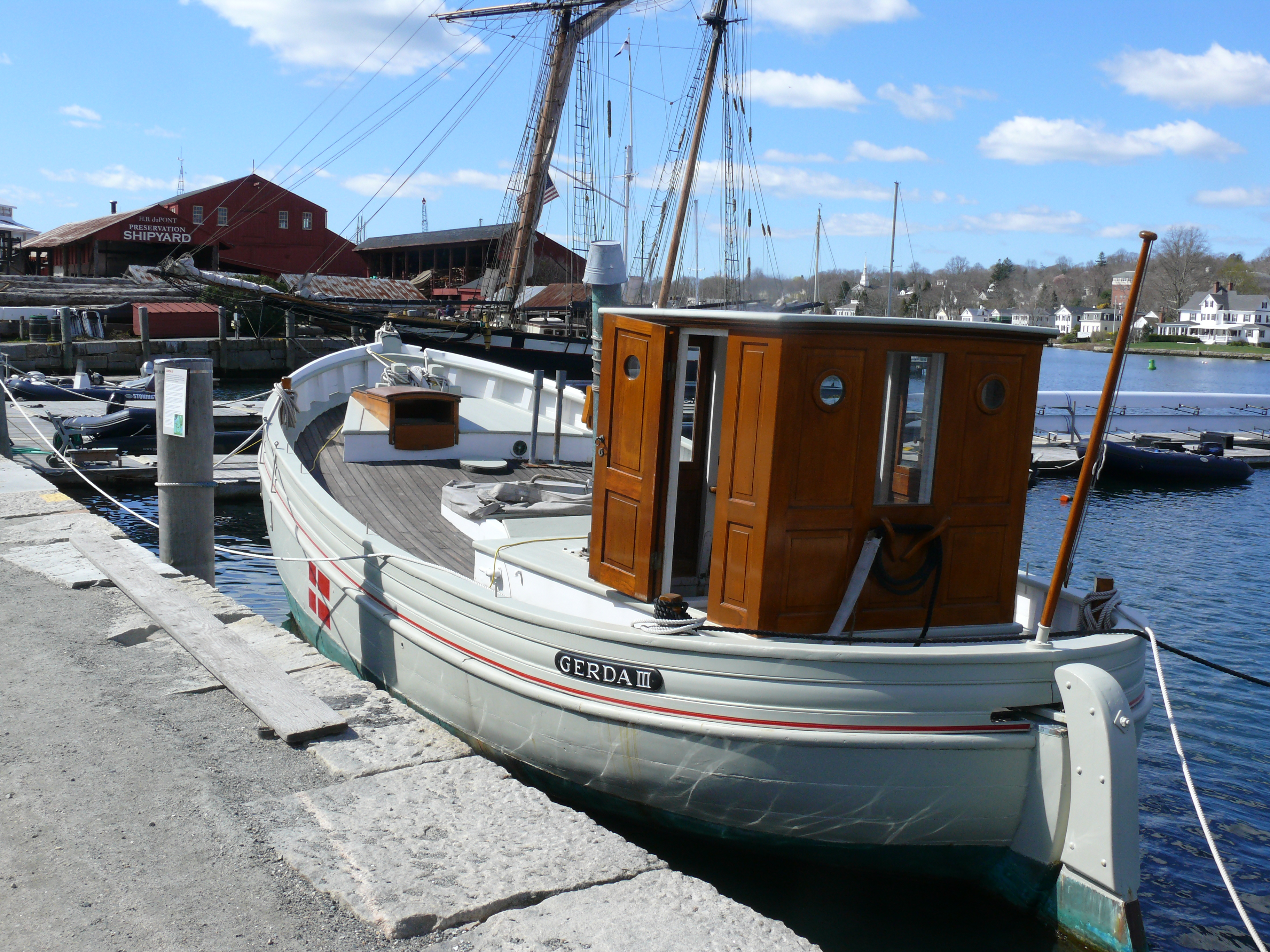
Die Gerda III
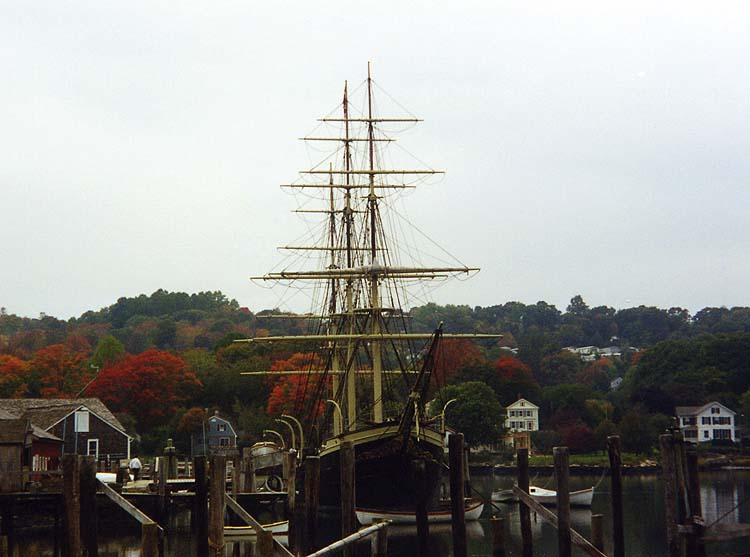
Die Joseph Conrad
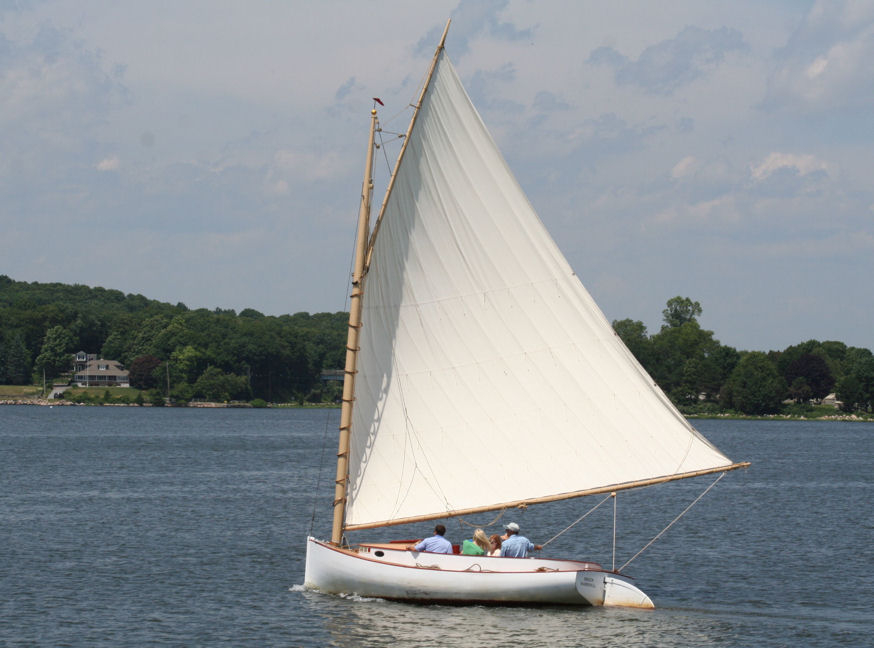
Die Breck Marshal